# Zénon de Caunos
Pour les articles homonymes, voir Zénon.
Zénon de Caunos (en grec ancien Ζήνων / Zénôn) est un fonctionnaire de l'Égypte lagide vers 240-220 av. J.-C, principalement sous le règne de Ptolémée III. Une série de 2 000 lettres et documents écrits par Zénon sur papyrus en grec et en démotique ont été découverts par des archéologues dans la vallée du Nil en 1914-1915. Les Papyrus de Zénon offrent de nombreux renseignements sur l'administration de l'Égypte à l'époque hellénistique.

## Biographie
Les papyrus que Zénon a laissés nous font connaître en détail sa vie et sa carrière. Fils d'Agreophon, Zénon est né vers 285 av. J.-C.. C'est un Grec originaire de Caunos en Carie qui fait alors partie des possessions du royaume lagide. Beaucoup de Cariens sont donc enrôlés dans l'administration et l'armée des Lagides, certains se déplaçant même jusqu'en Égypte. C'est le cas de Zénon qui s'installe à Philadelphie, actuelle Amman en Jordanie. Il devient le secrétaire particulier d'Apollonios, ministre des finances et diocète de Ptolémée II et de Ptolémée III.
Peu de lettres proviennent de sa famille, dans un royaume où chaque lettre se doit d'avoir un objectif concret et utilitaire. Ainsi, les renseignements sur sa famille sont faibles. La plupart des parents de Zénon de Caunos vivent en Carie. De temps à temps ils lui rendent visite, comme son père Agreophon en 253. Nous le savons grâce à ses petits dossiers épistolaires et ses rapports, qui ont toutefois des mois de décalage, en raison de la lenteur des communications. Zénon a deux jeunes frères : Le premier, le cadet, se nomme Epharmostos qui, depuis 257 av. J.-C., séjourne à Alexandrie, où il reçoit une éducation soignée au gymnase. En 248 av. J.-C., il rejoint Zénon à Philadelphie. Tous deux organisent l'élevage de porcs et de chèvres dans des villages du Fayoum. Mais Epharmostos meurt vers 242, d'après la pétition d'un certain Théon. Le second se nomme Apollonios. Or il est difficile à suivre par son nom banal, commun à trente-cinq personnes dans les archives de Zénon. 
Zénon est certainement resté célibataire, nous n'avons aucune mention d'une quelconque épouse. Il fréquente de manière assidue le gymnase, principal foyer de vie hellénique, qui fournit une éducation sportive, morale et intellectuelle aux Grecs uniquement. Il est également amateur de chasse.
Entre décembre 260 et avril 258 av. J.-C. Zénon séjourne en Cœlé-Syrie durant quatorze mois, se livrant à des activités diverses, transactions et interventions semi-officielles. Depuis l'Égypte, il traverse les villes de la côte (Gaza, Ashkelon, Azotos, Jaffa, Tour de Straton), la Judée (Jérusalem, Jéricho), la Transjordanie (Abel, Tyros), la région de Bachân , la Haute Galilée (Beth Anat, Qadesh de Nephtali), puis Ptolemaïs, avant de retourner en Égypte.

## Papyrus de Zénon

### Description
Plus de 2000 lettres et documents écrits par Zénon en grec ancien et en égyptien démotique sur papyrus ont été découverts pendant l'hiver 1914-1915. Ils décrivent son activité sur une période d'environ vingt ans (de 260 à 239). Une grande partie des Papyrus de Zénon est maintenant disponible en ligne, avec identification des parties du discours, grâce au projet Perseus de l'université Tufts. Ces archives constituent un document irremplaçable, bien qu'incomplet, sur l'organisation économique, fiscale et administrative de l'Égypte lagide et ses possessions diverses ; elles renseignent sur le commerce entre l’Égypte et d'autres régions, dont la Syrie, et les relations entretenues avec les peuples situés aux marges, paysans du Hauran, colons de Transjordanie sous la conduite des Tobiades : elles fournissent entre autres des listes de marchandises, de cadeaux et des factures de portage. Ces documents attestent que Zénon négociait avec des Nabatéens et entretient des relations avec des chefs locaux en Ammonitide et en Idumée. Ils contiennent aussi deux édits de 260 de rois lagides concernant l'enregistrement du bétail et des esclaves en Syrie-Phénicie. Le papyrus no 32, répertorié par Xavier Durand, montre que Zénon a escorté Bérénice Syra chez son nouvel époux, Antiochos II. Bérénice a la particularité de ne boire que de l'eau d'Égypte, ce qui implique de transporter cette eau.

### Le Fayoum, le «pays du lac»
Le Fayoum est une gigantesque dépression dans le désert occidental de l'Égypte, de 1 730 km2. Sous l'initiative des rois d'Égypte du IIe millénaire av. J.-C., ce lac entouré de marécages a été transformé en une riche région agricole, et ce grâce à un aménagement hydraulique. Ses marécages furent de nouveau asséchés au début de l'époque ptolémaïque. 
Durant près de huit années, Zénon est chargé de gérer la dôréa d'Apollonios située dans le nord-est du Fayoum, près du village de Philadelphie. Fin 259 av. J.-C., Apollonios est en effet doté d'une dôréa sur la bordure nord-est du Fayoum de 10 000 aroures (environ 2 750 hectares). Un plan d'irrigation est réalisé par un certain Stotoëtis afin de mettre en culture ce gigantesque espace. Cette région voit la fondation de nombreux villages grecs, dont Philadelphie, en référence à la reine Arsinoé II, sœur et épouse de Ptolémée II. Philadelphie connaît une croissance démographique accrue à l'arrivée d'Apollonios, accompagné de paysans, ouvriers et fonctionnaires des villages voisins. De hameau, Philadelphie passe ainsi au rang d'une véritable petite ville. Philadelphie occupe une place stratégique d'un point de vue commercial, étant le point de départ de la liaison la plus courte entre le Nord-est du Fayoum et la vallée du Nil. De même, elle entretient des liens très forts avec le nome memphite. Elle est dotée d'un port, nommé Kerké.

### Atelier textile de Zénon
Le cheptel d’Apollonios comporte 6 371 moutons milésiens. Ces moutons possédant une laine fine très appréciée, font l’objet de soins particuliers. Le lin et la laine sont vendus en tant que matières premières, mais sont également utilisés pour créer et vendre des produits textiles (vêtements, matelas, tapis). Ce commerce est aux mains de petites entreprises familiales ; dès lors, la concurrence est rude.
Zénon possède à Memphis un atelier de tissage employant travailleurs libres et esclaves, ouvrant ainsi des possibilités d’emploi.
Les salaires sont les suivants (sachant qu'un drachme vaut six oboles) :
- une obole et demi par jour pour un ouvrier spécialisé ;
- une obole par jour pour un aide non qualifié ;
- une demi obole par jour pour une femme.

Les « amis de la capitale » demandent à Zénon, le producteur même, de livrer des produits, afin d’obtenir un bon prix.
À Memphis, des esclaves féminines sont également présentes, et ce au métier à tisser. Elles étaient nommées « les filles de Memphis ».

### Statut des esclaves
Les esclaves bénéficient d’une grande liberté de mouvement : ils cherchent en effet la laine, et vendent les produits. Néanmoins, cette liberté de mouvement n’empêche pas les fuites, comme le prouvent les nombreux et récurrents avis de signalement reçus par Zénon. Le plus souvent, ils volent de l’argent ou de l’argenterie. Toutefois, cet acte est rarement le fruit d’individus isolés.
Dans les documents quotidiens, nous avons un problème de terminologie pour distinguer les travailleurs libres des esclaves. Ils sont nommés « garçon », « fille », et rarement par des termes juridiques. En vérité, la plupart des esclaves sont considérés comme des domestiques : ils bénéficient d’une grande liberté de mouvement, ont un salaire régulier et partagent leurs repas avec leur maître.

### Archives de Zénon
Dans les archives de Zénon, les papyrologues distinguent le « corpus », contenant les documents selon leur objet, et les « archives », désignées d'après leur origine (lieu, individu, famille, institution). Les papyrus sont regroupés en plusieurs dossiers selon leur date et leur provenance :
- Le « dossier syrien », qui compte 52 papyrus, dont 22 sont datés. Le plus ancien document date du 23 mai 261 et le plus récent de juillet 257[7].
- Le « dossier alexandrin », qui contient 278 papyrus, dont de nombreuses lettres et comptes. Le plus ancien document est un compte de mai 261. Le nom de Zénon n’apparaît pas avant octobre 261. Ces papyrus rendent compte des deux tournées d'inspection pendant lesquelles Zénon a accompagné le diocète[2], alors souffrant. Zénon séjourne à Memphis et Crocodilopolis ; il est chargé de superviser les affaires de son maître en Moyenne-Égypte[7].
- Le « dossier de Panakestor » (257–256) : Zénon est envoyé en mission par Apollonios à Philadelphie pour surveiller les travaux d'aménagement de la dôréa, Panakestor y arrive le 9 mai 257. Quand Zénon le remplace avant le 10 mai 256, il entre en possession des archives de Panakestor. Le dossier contient 75 papyrus[7].
- Le « dossier d'Euclès » (247–243). Il s'agit d'un ensemble de 14 papyrus. Ces documents appartenaient à Euclès, successeur probable de Zénon à la tête de la dôréa. Ils couvrent les années qui vont de 247 à 243[7].
- Le « dossier du notable de Philadelphie  » (256–229). Il compte 450 papyrus, qui sont pour la plupart des documents privés (de la correspondance, des brouillons). Le dossier contient également trois comptes, datés d'environ 249, qui établissent la situation financière de Zénon par rapport à celle d'Apollonios[7].

Les documents sont de nature diverse. Les papyrus contiennent de la correspondance, ainsi que des documents à forme épistolaire (la supplique, la déclaration, le mémoire), et de la correspondance administrative. Zénon a conservé 560 lettres reçues par lui personnellement et 114 adressées à des tiers. Les correspondants de Zénon sont des fonctionnaires, des collaborateurs et des subordonnés plutôt que des producteurs, des fournisseurs ou des clients. Le corps de la lettre compte deux parties : la première est un énoncé des faits, la seconde se présente sous forme de requête. Les papyrus regroupe de nombreux documents de comptabilité : les archives se composent de pièces justificatives comme des contrats et autres sources d'obligations, de reçus, de bordereaux, ou de registres journaliers. Les comptes sont également très importants. L'importance matérielle des comptes correspond à leur rôle central. Ils sont moins nombreux que les lettres, mais ils sont longs, et couvrent parfois plusieurs années. Les comptes en espèces et en nature sont tenus séparément et les comptes de grains établissent des balance en valeur-blé. Quelques fragments littéraires ont aussi été retrouvé, ces textes sont peu nombreux, on compte une double épitaphe de jeune chien Tauron, un tétramètre d'Archiloque, une citation des Myrmidons d'Eschyle, les vers 1165–1179 de l'Hippolyte d'Euripide, des exercices scolaires et deux lignes surmontées d'une notation musicale.

### Commerce
Les archives de Zénon nous renseignent sur le commerce de marchandises qu'il effectue pour son propre compte, sur l'affermage des terres clérouchiques, sur la manière dont il gère sa propre maison, mais également sur ses relations avec ses parents ou amis. Selon ces mêmes archives, le processus de l’achat des biens est le suivant : commande au producteur ; livraison ; emmagasinage ; paiement. Or, les commandes ne sont pas toujours destinées aux acheteurs. Il peut s'agir de cadeaux. Ainsi, Apollonios envoie souvent au roi en cadeaux ses propres produits, afin d'éviter des dépenses à ce dernier, mais surtout pour se les épargner personnellement. De même, Apollonios nourrit ses esclaves de son propre blé, les habille de vêtements fournis par ses propres ateliers de tissage et paie une partie de leurs gages en nature afin de veiller à son propre profit.